# Mr Review
Mr. Review es un banda holandesa de revival ska formada en Ámsterdam  
en 1983.  Durante los años noventa se consagraron a nivel internacional 
gracias, en parte, al éxito que tuvo su segundo álbum "Lock, Stock & 
Barrel" (1994). En el 2001 la banda se reunió manteniéndose activa hasta la actualidad.

## Discografía
- 1989: Walkin' Down Brentford Road - Studio album (Unicorn Records/Grover Rec.)
- 1994: Lock, Stock & Barrel - Studio album (Grover Rec.)
- 1995: The street where I'm living - Single (Grover Rec.)
- 1995: Keep the fire burning - Live album (Grover Rec.)
- 1998: One Way Ticket to Skaville - Best-of compilation (Moon Records)
- 2002: Red Rum - as Rude & Visser
- 2010: XXV

- Datos: Q371622